# Lephana metacrocea
Lephana metacrocea là một loài bướm đêm trong họ Erebidae.